# レオニーラ・ツー・ザイン＝ヴィトゲンシュタイン

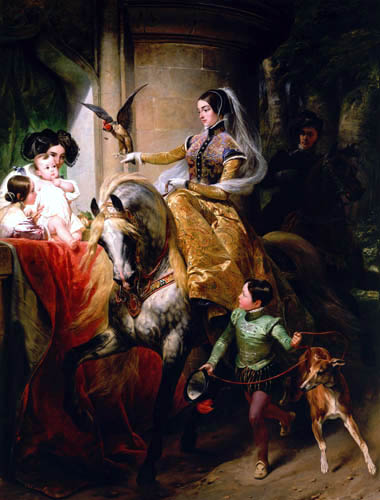
中世風の衣装を着け馬に乗るレオニーラ、オラース・ヴェルネ画、1837年

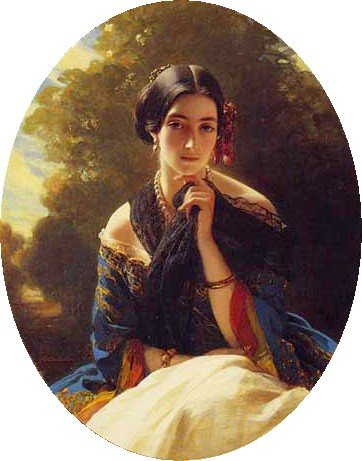
レオニーラ、フランツ・ヴィンターハルター画、ドイツ移住直後の1849年、ザイン城所蔵

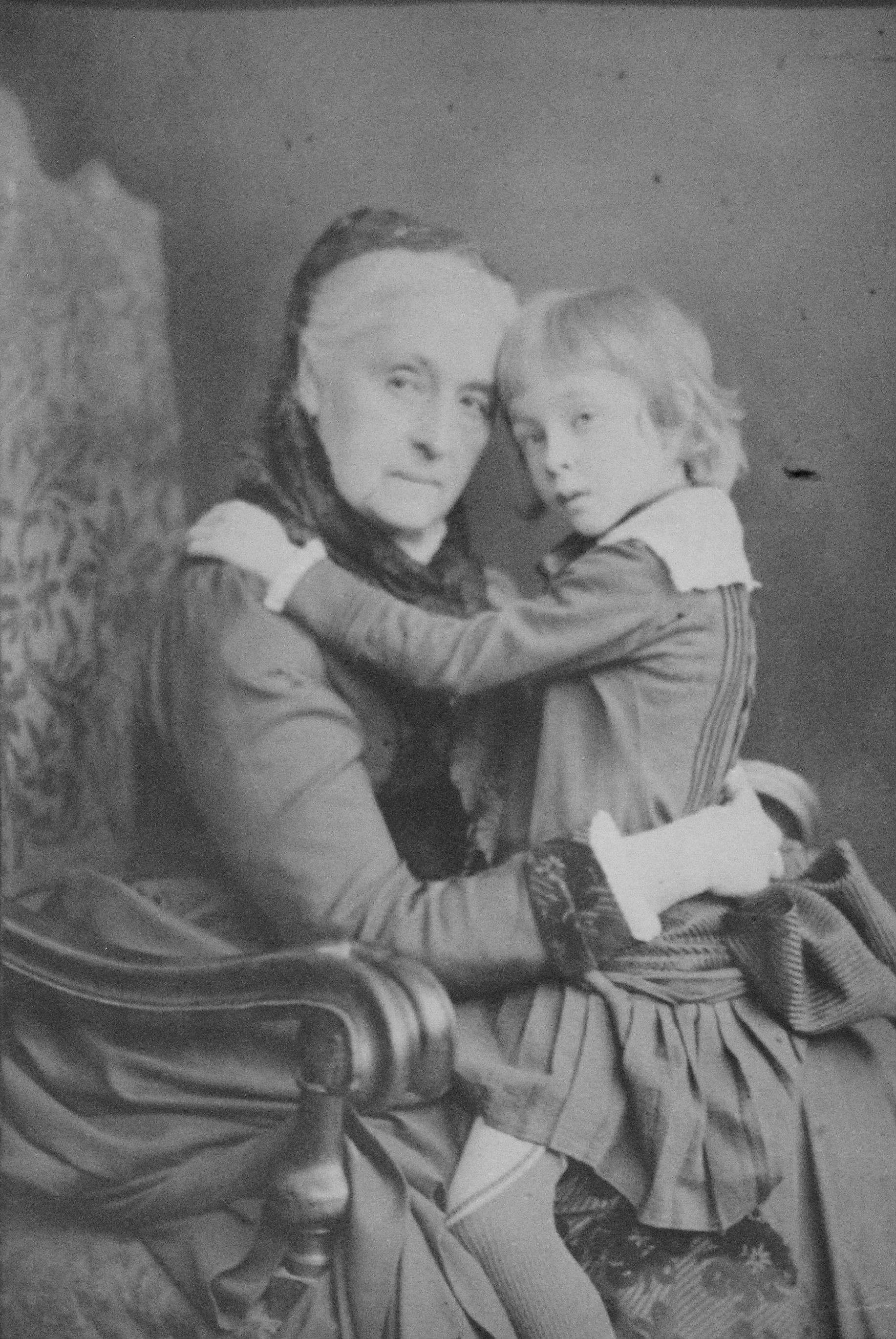
孫のグスタフを抱く70歳頃のレオニーラ、1887年撮影

レオニーラ・ツー・ザイン＝ヴィトゲンシュタイン（Leonilla zu Sayn-Wittgenstein, 1816年5月9日 モスクワ - 1918年2月1日 ローザンヌ）は、帝政ロシアの貴族女性。出生名はレオニーラ・イヴァノヴナ・バリャティンスカヤ（Леони́лла Ива́новна Баря́тинская）。生涯の大半をドイツなど西欧で送った。爵位はザイン＝ヴィトゲンシュタイン＝ザイン侯爵夫人。フランツ・クサーヴァー・ヴィンターハルターに描かせた肖像画の1つは、ヴィンターハルターの代表作となった。

## 生涯
元バイエルン駐在大使のイヴァン・イヴァノヴィチ・バリャティンスキー公爵と、その2番目の妻でドイツの外交官クリストフ・フォン・ケラー伯爵の娘であるマリヤ（マリー）の間の第2子・長女。兄のアレクサンドルは陸軍元帥・カフカース副王。また、父方祖母エカテリーナを通じてデンマーク王家と縁戚関係にあった。カロリーネ・ツー・ザイン＝ヴィトゲンシュタインは義妹である。
クルスク州で父が経営するイヴァノフスコエの所領及び母の名のついた一家の邸宅マリーノで育った。母はアレクサンドラ皇后の女官であり、自身も9歳のときよりサンクトペテルブルクの宮廷に出入りするようになった。
1834年10月23日、アレクサンドラ皇后の勧めにより、皇帝の副官で母の従弟にあたるレフ・ヴィトゲンシュテイン侯子と結婚。間に4子をもうけた。レフは父からの生前贈与に加えて、1832年に死別した先妻ステファニア・ラジヴィウからの遺産相続により、ロシア帝国最大の個人資産保有者となっていた。約130万haの所有地に10万人の農奴が暮らす夫の領地の大半は、その後、先妻の産んだ娘を娶ったホーエンローエ＝シリングスフュルスト侯クロートヴィヒの所有となる。夫もレオニーラも開明的な領主であり、ロシアにおける農奴制廃止と社会的公正の実現を明確に主張した。
1843年に帝国の功臣だった義父ピョートルが死ぬと、元デカブリストで自由主義者の夫と皇帝ニコライ1世の関係は急激に悪化した。ヴィトゲンシュテイン侯一家は1848年ロシアを出国し、親類の多くいるドイツに移住した。プロイセン王フリードリヒ・ヴィルヘルム4世は一家を受け入れ、ザイン古城城址に因むザイン＝ヴィトゲンシュタイン＝ザイン侯の爵位をレフに与えることにした。
侯爵夫妻は一族が建てたものの他家の手に渡っていた、コブレンツ郊外の荘園付きの領主館ザイン新城を買い取り、住居とした。夫妻は主として建造当初の中世様式とバロック様式が混ざったようになっていたザイン新城に手を加え、当時流行のネオ・ゴシック様式に大幅に改築・増築を行った。1860年から1862年にかけ、城の東側にはヘルマン・ネーベルが設計した、パリのサント・シャペルを模範とした2基の尖塔からなる礼拝堂が建造された。この礼拝堂には、レオニーラの直系先祖である聖エリーザベトの腕型聖遺物容器が納められた。礼拝堂の向かい側には地域の高齢者や乳幼児を世話する女子修道院が設けられ、レオニーラ養護院（Leonilla-Stift）と名付けられた。レオニーラは貧しい地域住民の生活を援助し、靴や衣類を贈り、劣悪な環境で働く近隣の鉱山の冶金労働者の生活状況の改善に夫とともに奔走した。
欧州屈指の富豪であった侯爵夫妻はザイン新城の他にもベルリン、パリ、ローマに市街宮殿を所有し、西欧諸国の宮廷に出入りして君主との友情を深めた。1866年夫が神経難病のためカンヌで没すると、レオニーラはスイスのローザンヌに移り、レマン湖畔の同市の景勝地ウシー地区のヴィラ・モン・アブリ（Villa Mon Abri）を購入して新しい住まいとした。ドイツ移住直前の1847年6月24日、レオニーラは夫の同意を得たうえでロシア正教を棄教しローマ・カトリックに改宗していた。レオニーラのカトリック信仰への帰依は深く、夫の死後はますます同教会の慈善事業への援助に力を注いだ。1876年にはモン・アブリの屋敷にもカトリックの私的な礼拝堂を建立した。1918年2月、101歳の高齢で亡くなり、ザイン新城内礼拝堂に葬られた。

## 子女
夫との間に3男1女があった。名前はドイツ語（ロシア語）で表記。
- テオドール（フョードル）・フリードリヒ（1836年 - 1909年） - 1868年パウリーネ・リリエンタールと貴賤結婚し1871年離婚、間に出生した2男2女はフォン・ファルケンベルク（von Falkenberg）の貴族姓を得る。1877年ヴィルヘルミーネ・ハーゲンと再婚。第3代ザイン＝ヴィトゲンシュタイン＝ザイン侯（1876年 - 1879年）。

- アントイネッテ（アンティアネッタ）（1839年 - 1918年） - 1857年第7代ファルネーゼ公マリオ・キージ・アルバーニ・デッラ・ローヴェレ（イタリア語版）と結婚、長男の第8代ファルネーゼ公ルドヴィーコ・キージ・アルバーニ・デッラ・ローヴェレ（英語版）はマルタ騎士団総長（英語版）（1931年 - 1951年）。

- ルートヴィヒ（レフ）（1843年 - 1876年） - 1867年アマーリエ・リリエンタールと貴賤結婚。第2代ザイン＝ヴィトゲンシュタイン＝ザイン侯（1866年 - 1876年）。

- アレクサンダー（アレクサンドル）（ドイツ語版）（1847年 - 1940年） - 1870年ブラカス公爵（英語版）の孫娘マリー・オーギュスト・イヴォンヌ・ド・ブラカス・ドルプスと結婚し1881年死別。1883年ヘレナ・クルリコフスカと再婚・貴賤結婚、間に出生した2男はフォン・ハヒェンブルク（von Hachenburg）の貴族姓を得る。第4代ザイン＝ヴィトゲンシュタイン＝ザイン侯（1879年 - 1883年）。

## 肖像画

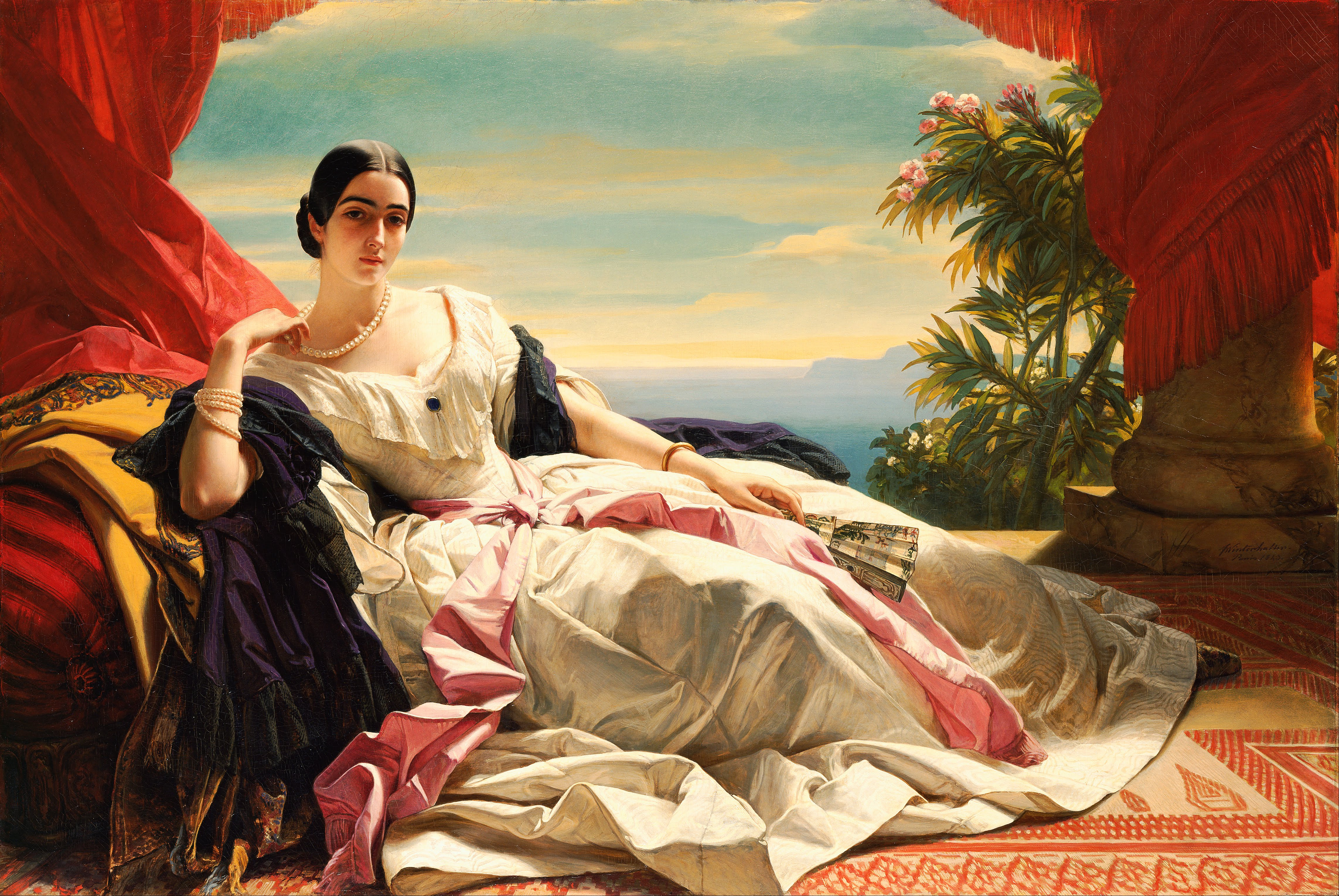
レオニーラ、ヴィンターハルター画、1843年、 油彩・画布、142 × 212 cm、J・ポール・ゲティ美術館蔵

レオニーラは美貌と知性に恵まれ、フランツ・クサーヴァー・ヴィンターハルターの複数の肖像画に描かれた。最もよく知られている肖像画は、現在は米国ロサンゼルスのJ・ポール・ゲティ美術館が所蔵する。1843年に制作された、実験的な試みが見られるヴィンターハルターの傑作とされている。
レオニーラは、風光明媚な眺望が広がるヴェランダの前に置かれたトルコ式ソファにもたれかかっている。描かれた場所はおそらくクリミア半島にあったザイン＝ヴィトゲンシュタイン家の宮殿であるが、制作自体はパリで行われた。
この絵に対するジャック＝ルイ・ダヴィッド『レカミエ夫人の肖像』（1800年）及びドミニク・アングル『グランド・オダリスク』（1814年）の影響は明らかである。レオニーラのポーズはイスラーム圏のハレムの女性のようである。彼女は象牙色の絹の高価なドレスを身にまとっており、ウェストに桃色の飾帯を巻き、暗色のマンティラを背中と腕にかけている。レオニーラは首にかけた真珠のネックレスを右手で弄びながら、鑑賞者に対して扇情的な眼差しを向けている。

## 引用・脚注
1. 1 2 3 4 5 6 7  “100. Todestag Fürstin Leonilla”. Verwaltung Sayn. 3 February 2018. 2020年10月12日閲覧.
2. 1 2 3 4  Ormond & Blackett-Ord, Franz Xaver Winterhalter and the Courts of Europe (ドイツ語), p. 185
3. ↑  “Histoire - Sacrecoeur”. 2020年10月12日閲覧.